# Daniel Caux
Daniel Caux, né le 21 octobre 1935 à Paris 19e et mort le 12 juillet 2008 à Paris 5e, est un musicologue, essayiste, journaliste, critique musical, homme de radio et organisateur d'événements musicaux français.
Il fut membre de l'Académie Charles-Cros.

## Biographie
Après avoir fait des études d’arts plastiques à l’École des arts appliqués, à Paris, et s’être consacré durant plusieurs années à la peinture, Daniel Caux se fait connaître tout à la fin des années 1960 comme spécialiste des nouvelles tendances du jazz, des nouvelles avant-gardes musicales américaines, des musiques du monde et des marginalités en tout genre. De 1969 à 1975, il écrit dans Combat, Jazz Hot, et tient la rubrique musicale du magazine L’Art vivant. De 1974 à 1976, il rédige une série d’articles sur la musique arabe dans Charlie Mensuel et, de 1975 à 1979, devient collaborateur du journal Le Monde.
Organisateur d’événements musicaux, il fait venir en 1970 aux Nuits de la Fondation Maeght, consacrées cette année-là aux États-Unis, du côté des grands marginaux du « free jazz » des Noirs américains, le saxophoniste Albert Ayler et, pour la première fois hors des États-Unis, le grand orchestre de Sun Ra. Sur le versant « underground » de la musique contemporaine blanche, il révèle le caractère spécifique du courant minimaliste avec le Théâtre de la musique éternelle de La Monte Young et les longues variations répétitives de Terry Riley. Il sera à l’origine de la venue à Paris des autres compositeurs importants de cette mouvance : Steve Reich en 1971 au Théâtre de la musique et, dans le cadre du Festival d'automne, Phil Glass en 1973, Robert Ashley et le « Sonic Arts Union » en 1974…
Il participe à la direction artistique du label Shandar, fondé par Chantal d'Arcy en 1970. On trouve dans le catalogue Shandar, dont l'intitulé est « Tomorrow's music today », Albert Ayler, Sun Ra, Cecil Taylor, ainsi que des minimalistes américains comme Terry Riley, Steve Reich, Phil Glass, et des musiciens français (Intercommunal Music de François Tusques, le duo Guitares Dérive de Vincent Le Masne et Bertrand Porquet, Obsolete de Dashiell Hedayat avec le groupe Gong).
Homme de radio, Daniel Caux réalise, durant trente ans, de 1970 à 1999, de nombreuses émissions musicales sur France Culture et France Musique.
En 1971, il voyage à travers la Kabylie et en 1972, dans la région d’Oran, où il enregistre des musiques traditionnelles algériennes. Il se rendra à de nombreuses reprises dans les pays du Maghreb, en Égypte et aux États-Unis (Côte Est et Côte Ouest).
Sous l’appellation « Un nouveau courant », il organise pour France Culture, à la Biennale des jeunes au Musée d'art moderne de la ville de Paris, deux séries de concerts qui jettent un éclairage sur une démarche musicale déviée du minimalisme que l’on qualifiera de « postmoderne ». En 1980 avec, entre autres, les Anglais Gavin Bryars et Michael Nyman, et les Californiens Harold Budd et Daniel Lentz. En 1982 avec le grand orchestre du clochard céleste américain réfugié en Forêt Noire Moondog et le « Penguin Cafe Orchestra » de Londres.
À la demande de Patrice Chéreau, il met sur pied avec Alain Crombecque, en 1984 et 1985 au Théâtre Nanterre-Amandiers, les vingt-cinq concerts qui constitueront les « Journées de musiques arabes ».
Les efforts de Daniel Caux en faveur de la tendance musicale « postmoderne » se poursuivront à Paris au Théâtre de la Ville avec le cycle « D’autres musiques » qui permettra de faire découvrir en 1986 le compositeur estonien Arvo Pärt, et d’accueillir, jusqu’en 1989, nombre de musiciens hors norme tels que les Américains Jon Hassell, Michael Galasso et Glenn Branca. En 1995, après avoir consacré plusieurs émissions radiophoniques au compositeur américain Harry Partch, avec lequel il a entretenu une correspondance au début des années 1970, en vue de l’organisation d’un concert en France, il pourra enfin réaliser ce projet vieux de vingt-cinq ans, au Festival America de Lille. Les instruments construits par Harry Partch y furent joués – pour la première fois en France - par le « Newband » de Dean Drummond.
Daniel Caux a été, durant vingt ans, de 1970 à 1990, chargé de cours à l'université Paris-VIII (à Vincennes, puis Saint-Denis).
Dans les années 1980 et 1990, il écrit dans Art Press et Le Nouvel Observateur et participe à de nombreuses publications collectives.
Dans le sillage de son intérêt pour la recherche électronique, la répétitivité de la musique minimaliste et le caractère obsessionnel des musiques traditionnelles de transe, il se fait au milieu des années 1990, le défenseur de la musique techno sur laquelle il écrit dans différentes publications, en particulier dans le numéro hors série d’Art Press « Techno, anatomie des cultures électroniques » paru en 1998, codirigé par Jean-Yves Jouannais. Pour France Culture, il réalise en février 1999 « Hypnomixotechno », première série d'émissions radiophoniques approfondies consacrée en France à ce phénomène musical.
Daniel Caux est en 1994 commissaire musical de l’exposition du Centre Georges-Pompidou « Hors limite ». Pour la célébration de l'An 2000 en France, il est commissaire musical de la grande exposition « La Beauté » à Avignon (avec, entre autres, un environnement électronique à travers le Palais des papes du compositeur et DJ canadien Richie Hawtin).
Durant trois ans, de 1999 à 2002, il a assuré la fonction de conseiller pour la musique à la direction de France Culture.
Daniel Caux est mort le samedi 12 juillet 2008 à Paris. Au titre de la promotion du 14 juillet 2008, Daniel Caux a été nommé à titre posthume officier des Arts et des Lettres. 

## Décoration
- Officier de l'ordre des Arts et des Lettres (14 juillet 2008)

## Parcours radiophonique
- 1999 à 2002 : directeur des programmes musicaux de France Culture
- 1999 : producteur de l'émission hebdomadaire « Circuits alternatifs » (France Culture).
- 1995 à 1999 : producteur de l'émission hebdomadaire « Transversales » (France Culture).
- 1992 à 1995 : producteur de l'émission hebdomadaire « Les magiciens de la Terre » (France Musique).
- 1978 à 1999 : producteur au « Programme musical » de France Culture.
- 1978 à 1985 : producteur aux « Nuits magnétiques » (France Culture).
- 1975 à 1977 : producteur des émissions hebdomadaires « Musiques extra-européennes » et « En marge » (France Musique).
- 1970 à 1987 : producteur à l'« Atelier de création radiophonique » (France Culture).
- 1969 à 1970 : collabore aux émissions de jazz de Lucien Malson et André Francis (France Culture).